# Perstuń
Perstuń (biał. Перстунь; ros. Перстунь) – wieś na Białorusi, w obwodzie grodzieńskim, w rejonie grodzieńskim, w sielsowiecie Podłabienie.
Znajduje tu się rzymskokatolicka parafia Zwiastowania Najświętszej Maryi Panny w Perstuniu.
W dwudziestoleciu międzywojennym wieś leżała w Polsce, w województwie białostockim, w powiecie augustowskim, w gminie Hołynka.
Od nazwy dworu w Perstuniu pochodziła nazwa Puszczy Perstuńskiej (obecnie w 90% wchodzącej w skład Puszczy Augustowskiej), wydzielonej na przełomie XV i XVI w. z Puszczy Grodzieńskiej .